# Box Office

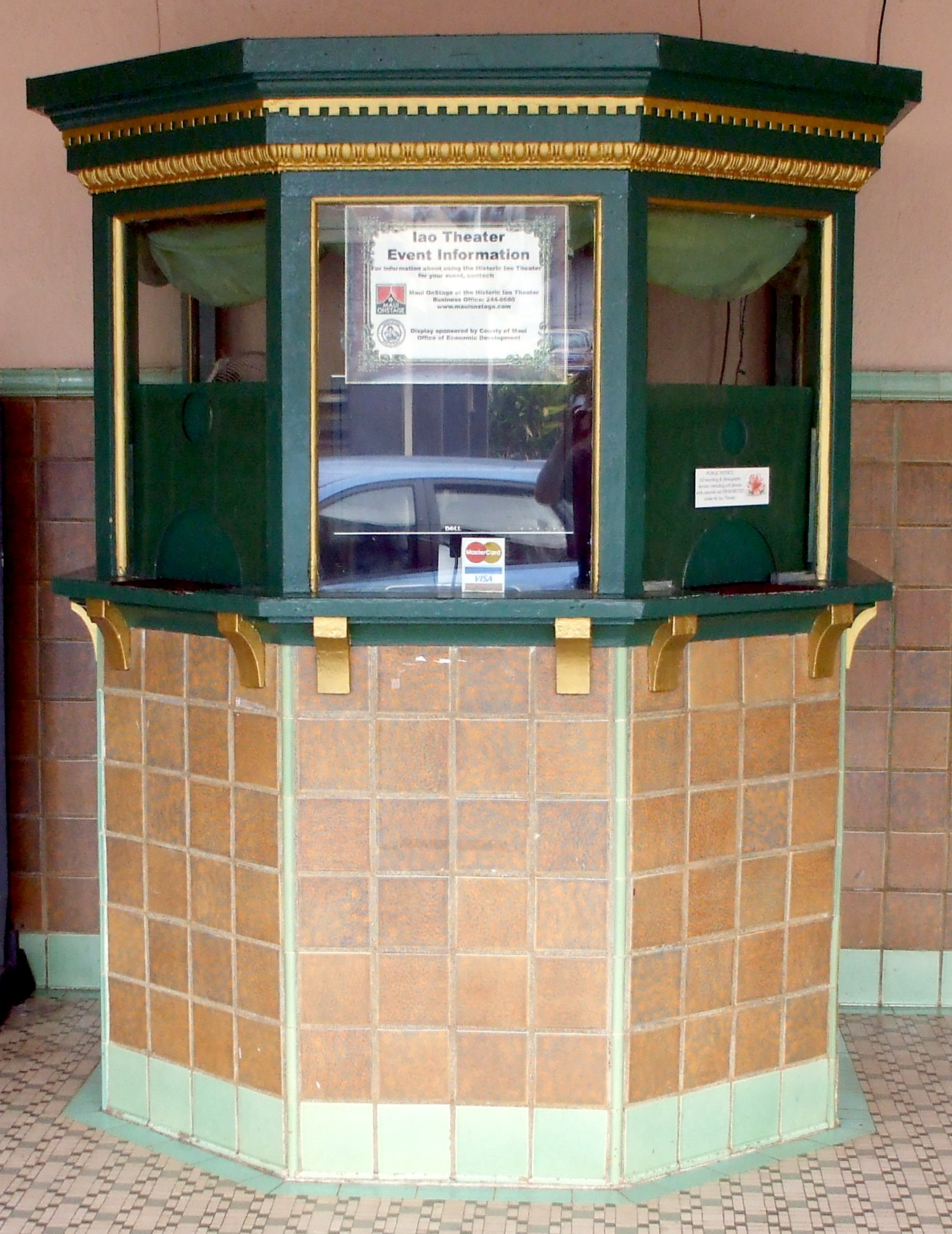
Box Office eines Kinos auf Hawaii.

Box Office (engl./us-amerik. umgspr.; sinngemäß übersetzt Schalterhäuschen) bezeichnet ursprünglich den Kartenschalter am Eingang eines Theaters oder Kinos. Im übertragenen Sinn wird der Begriff für das Einspielergebnis verwendet, die Einnahmen, die ein Kinofilm während seiner Spielzeit in den Kinos erwirtschaftet. Im Deutschen wird hierfür häufig der Begriff Kinokasse verwendet.
Der Name Box Office entstand im 16. Jahrhundert in England zu Zeiten des Elisabethanischen Theaters, als die Eintrittsgelder (Münzen, meist Pennys) von Hilfskräften in einfachen tönernen Kassetten (englisch: Box) eingesammelt wurden, welche nur einen Einwurfschlitz, aber keine weitere Öffnung hatten. Die so vor unberechtigtem Zugriff geschützten Behältnisse wurden nach Spielbeginn in ein Büro (englisch: Office) gebracht, wo sie unter den Augen des verantwortlichen Managers zerschlagen und der Inhalt anschließend gezählt wurde. Die im Box Office erfasste Summe der Einnahmen bemaß damals wie auch heute den Erfolg der Aufführung.
Besondere Beachtung erfährt das Eröffnungswochenende (oder Opening Weekend), da ein neu gestarteter Kinofilm an diesem Wochenende oft die meisten Besucher anlockt. Anhand dieser Einnahmen wird häufig über die weitere Spielzeit eines Filmes entschieden. So haben viele Verleihverträge inzwischen eine Klausel, die Kinobesitzer dazu verpflichtet, einen Film weiterhin vorzuführen, wenn die Einspielergebnisse an diesem Wochenende eine festgesetzte Grenze überschreiten.
Laut dem US-Dienst Box Office Mojo geht von den dort veröffentlichten Brutto-Einspielergebnissen im Durchschnitt etwas mehr als die Hälfte als Verleihgebühren an die Verleiher, knapp die Hälfte verbleibt bei den Kinos. Die Zahlen für den heimischen Markt („Domestic“) umfassen neben den USA auch Kanada. Aus der Verleihmiete werden Produktions- und Marketingkosten finanziert. Eine direkte Gegenüberstellung von Einspielergebnissen und Produktionskosten hat daher nur begrenzte Aussagekraft über den finanziellen Erfolg einer Produktion, zumal diese auch Einnahmen aus Video- und Fernsehvermarktung erzielen kann.
Einen Film, dessen Einspielergebnis unter den Erwartungen bleibt, bezeichnet man als Filmflop („Box Office Bomb“).
In Deutschland wird der Erfolg eines Kinofilms anhand der Besucherzahlen bekannt gegeben. Hier veröffentlicht die Filmförderungsanstalt Filmhitlisten, die auf den Angaben der Verleihfirmen beruhen. Daneben erfasst das Marktforschungsinstitut Rentrak (bis 2009: Nielsen EDI) bei den Kinobetreibern die Einspielergebnisse und Besucherzahlen und bietet diese Daten gegen Entgelt Abonnenten an, vor allem (Fach-)Zeitschriften. Media Control ermittelt in Zusammenarbeit mit dem Verband der Filmverleiher (VdF) die offiziellen deutschen Kino-Besuchercharts.